# Saint-Python
Saint-Python és un municipi francès, situat a la regió dels Alts de França, al departament del Nord. L'any 2006 tenia 1.036 habitants. Limita al nord amb Haussy, al nord-est amb Vertain, al sud-est amb Solesmes, al sud-oest amb Viesly i oest amb Saint-Vaast-en-Cambrésis.

## Demografia
| 1962                                       | 1968  | 1975  | 1982  | 1990  | 1999  | 2006  |
| ------------------------------------------ | ----- | ----- | ----- | ----- | ----- | ----- |
| 1.365                                      | 1.412 | 1.349 | 1.251 | 1.118 | 1.014 | 1.036 |
| Des de 1962: població sense dobles comptes |       |       |       |       |       |       |

## Administració
| Període | Identitat        | Partit |
| ------- | ---------------- | ------ |
| 2001-   | Georges Flamengt | PS     |